# Joseph Nguyễn Phụng Hiểu
Joseph Nguyễn Phụng Hiểu (Xuân Chính, 19 marzo 1921 – Ho Chi Minh, 9 maggio 1992) è stato un vescovo cattolico vietnamita.

## Biografia
Joseph Nguyễn Phụng Hiểu nacque il 19 marzo 1921 a Xuân Chính, comune nel distretto di Kim Sơn della provincia di Ninh Bình.
Iniziò il percorso di studio entrando nel seminario minore di Hà Thạch nel 1934 all'età di tredici anni e successivamente, nel 1945, nel seminario maggiore di Thượng Kiệm.
Fu ordinato presbitero il 26 maggio 1951. Dopo l'ordinazione fu nominato viceparroco della parrocchia di Liễu Đề, poi viceparroco della parrocchia di Vĩnh Lộc e prestò servizio pastorale presso la parrocchia di Thạch Thán. Nel 1954 fu nominato direttore del seminario minore di Sơn Lộc. Nel 1979 fu nominato parroco della parrocchia di Tinh Lam e amministratore parrocchiale di altre quattro parrocchie. Fu infine nominato nel 1989 vicario generale della diocesi di Hưng Hóa e professore di teologia dogmatica per il seminario San Giuseppe di Hanoi.
Il 3 dicembre 1990 papa Giovanni Paolo II lo nominò vescovo di Hưng Hóa. Ricevette l'ordinazione episcopale, inizialmente prevista per il 19 marzo, l'8 aprile 1991 per imposizione delle mani del vescovo e futuro cardinale Paul Joseph Phạm Đình Tụng.
A causa di un rapido peggioramento della sua salute, resse la diocesi per un solo anno durante il quale provò a svolgere al meglio le sue funzioni, in particolare permettendo i finanziamenti per le borse di studio dei seminaristi e dando disposizione per la costruzione del palazzo vescovile.
Morì, dopo essere stato ricoverato in ospedale, ad Ho Chi Minh il 9 maggio 1992 all'età di 71 anni.

## Genealogia episcopale
La genealogia episcopale è:
- Cardinale Scipione Rebiba
- Cardinale Giulio Antonio Santori
- Cardinale Girolamo Bernerio, O.P.
- Vescovo Claudio Rangoni
- Arcivescovo Wawrzyniec Gembicki
- Arcivescovo Jan Wężyk
- Vescovo Piotr Gembicki
- Vescovo Jan Gembicki
- Vescovo Bonawentura Madaliński
- Vescovo Jan Małachowski
- Arcivescovo Stanisław Szembek
- Vescovo Felicjan Konstanty Szaniawski
- Vescovo Andrzej Stanisław Załuski
- Arcivescovo Adam Ignacy Komorowski
- Arcivescovo Władysław Aleksander Łubieński
- Vescovo Andrzej Stanisław Młodziejowski
- Arcivescovo Kasper Kazimierz Cieciszowski
- Vescovo Franciszek Borgiasz Mackiewicz
- Vescovo Michał Piwnicki
- Arcivescovo Ignacy Ludwik Pawłowski
- Arcivescovo Kazimierz Roch Dmochowski
- Arcivescovo Wacław Żyliński
- Vescovo Aleksander Kazimierz Bereśniewicz
- Arcivescovo Szymon Marcin Kozłowski
- Vescovo Mečislovas Leonardas Paliulionis
- Arcivescovo Bolesław Hieronim Kłopotowski
- Arcivescovo Jerzy Józef Elizeusz Szembek
- Vescovo Stanisław Kazimierz Zdzitowiecki
- Cardinale Aleksander Kakowski
- Papa Pio XI
- Vescovo Jean-Baptiste Nguyễn Bá Tòng
- Vescovo Thaddée Anselme Lê Hữu Từ, O.Cist.
- Cardinale Joseph Marie Trịnh Như Khuê
- Cardinale Paul Joseph Phạm Đình Tụng
- Vescovo Joseph Nguyễn Phụng Hiểu